# Liste der Biografien/Camb
Liste der Biografien |
Portal Biografien |
Personensuche
# |
A |
B |
C |
D |
E |
F |
G |
H |
I |
J |
K |
L |
M |
N |
O |
P |
Q |
R |
S |
T |
U |
V |
W |
X |
Y |
Z |
?
 
Ca |
Cb |
Cc |
Ce |
Ch |
Ci |
Cj |
Ck |
Cl |
Cm |
Cn |
Co |
Cr |
Cs |
Ct |
Cu |
Cv |
Cw |
Cy |
Cz
 
Caa–Cag |
Cah |
Cai |
Caj |
Cak |
Cal |
Cam |
Can |
Cao–Cap |
Caq |
Car |
Cas |
Cat–Caz
 
Cama |
Camb |
Camc |
Camd |
Came |
Cami |
Camk |
Caml |
Camm |
Camn |
Camo |
Camp |
Camr |
Cams |
Camt |
Camu
Die Liste der Biografien führt alle Personen auf, die in der deutschsprachigen Wikipedia einen Artikel haben. Dieses ist eine Teilliste mit 72 Einträgen von Personen, deren Namen mit den Buchstaben „Camb“ beginnt.

## Camb

### Camba
- Cambacérès, Étienne-Hubert de (1756–1818), französischer Geistlicher, Erzbischof von Rouen und Kardinal
- Cambaceres, Eugenio (1843–1888), argentinischer Politiker und Schriftsteller
- Cambacérès, Jean-Jacques Régis de (1753–1824), französischer Jurist und StaatsmannJean-Jacques Régis de Cambacérès (1753–1824)

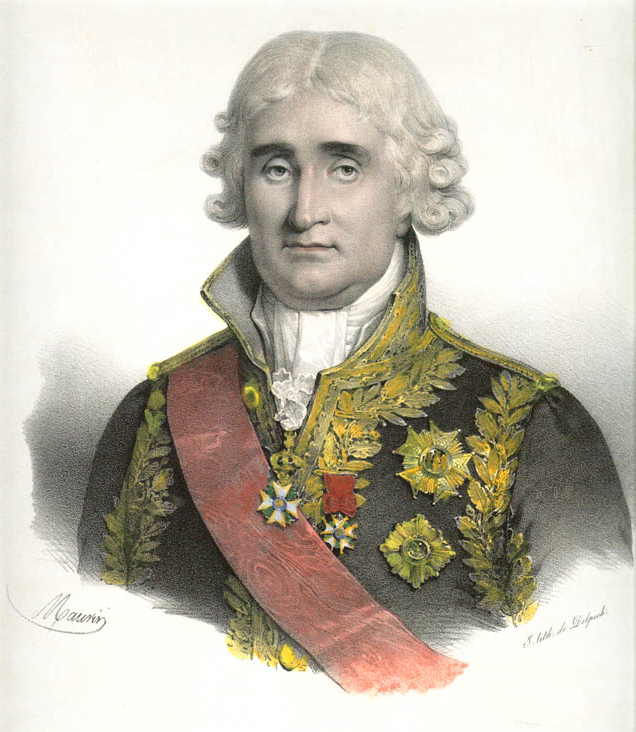
Jean-Jacques Régis de Cambacérès (1753–1824)

- Cambadélis, Jean-Christophe (* 1951), französischer Politiker (Parti socialiste), Mitglied der Nationalversammlung
- Cambage, Liz (* 1991), australische Basketballspielerin
- Čambal, Pavol (* 1950), tschechoslowakischer Radrennfahrer
- Čambal, Štefan (1908–1990), tschechoslowakischer Fußballspieler und -trainer
- Cambareri, Juan (1916–1992), argentinischer Bandoneonist, Bandleader und Tangokomponist
- Cambaro, antiker römischer Toreut
- Cambas, Jacqueline, US-amerikanische Filmeditorin

### Cambe
- Cambecq, Louis (1796–1859), deutsch-baltischer Jurist und Hochschullehrer
- Cambefort, Jean de (1605–1661), französischer Komponist und Sänger des Barock
- Cambei, Mihaela (* 2002), rumänische Gewichtheberin
- Cambel, Bohuslav (1919–2006), slowakischer Geologe und Hochschullehrer
- Çambel, Halet (1916–2014), türkische Vorderasiatische Archäologin
- Camber, Irene (1926–2024), italienische Florettfechterin und Olympiasiegerin
- Cambern, Donn (1929–2023), US-amerikanischer Filmeditor
- Camberos, Hugo (* 2007), mexikanischer Fußballspieler
- Cambert, Robert († 1677), französischer Organist und Komponist
- Cambessedès, Émile (1826–1891), Schweizer Politiker
- Cambessèdes, Jacques (1799–1863), französischer Agronom und Botaniker

### Cambi
- Cambiaghi, Anna (* 1951), italienische Autorennfahrerin
- Cambiaghi, Michela (* 1996), italienische Fußballnationalspielerin
- Cambiaghi, Nicolò (* 2000), italienischer Fußballspieler
- Cambiaghi, Placido Maria (1900–1987), italienischer römisch-katholischer Geistlicher und Bischof von Novara
- Cambiagio Frassinello, Benedetta (1791–1858), italienische Ordensgründerin
- Cambiano, Giuseppe (* 1941), italienischer Philosophiehistoriker
- Cambiaso, Adolfo (* 1975), argentinischer Polospieler
- Cambiaso, Andrea (* 2000), italienischer Fußballspieler
- Cambiaso, Luca (1527–1585), italienischer Maler
- Cambiaso, Luigi (1895–1975), italienischer Turner
- Cambiasso, Esteban (* 1980), argentinisch-italienischer FußballspielerEsteban Cambiasso (* 1980)

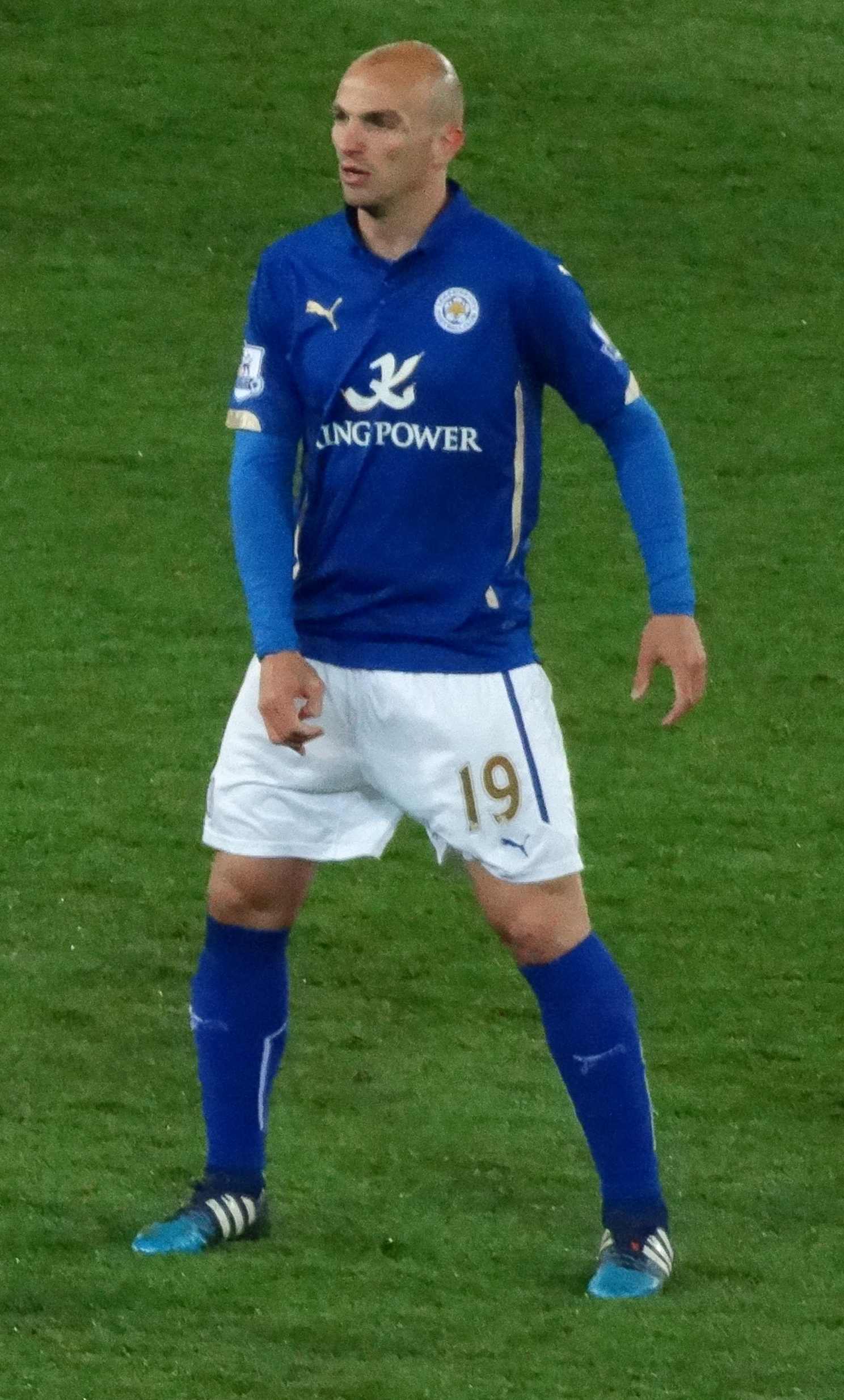
Esteban Cambiasso (* 1980)

- Cambien, Jonas (* 1985), belgischer Jazz- und Improvisationsmusiker (Piano)
- Cambier, Ernest François (1844–1909), belgischer Afrikareisender und Erbauer der ersten Eisenbahn des Kongo
- Cambier, Louis Gustave (1874–1949), belgischer Maler, Radierer und Bildhauer
- Cambilhon, Johann, angeblicher Jesuit und protestantischer Schriftsteller
- Cambindo, Diber (* 1996), kolumbianischer Fußballspieler
- Cambini, Giuseppe, italienischer Komponist und Violinist
- Cambitoglou, Alexander (1922–2019), australischer Klassischer Archäologe

### Cambl
- Camblak, Grigorij, bulgarischer Hagiograph der Ostkirche
- Camblan, Axel (* 2003), französischer Fußballspieler
- Camblor, Bárbara (* 1994), spanische Sprinterin

### Cambo
- Cambó, Francesc (1876–1947), spanischer konservativer Politiker
- Cambon, Camille (1878–1937), französischer Konteradmiral
- Cambon, Jean-Michel (1952–2020), französischer Alpinist und Kletterer
- Cambon, Joseph (1756–1820), französischer Politiker
- Cambon, Jules (1845–1935), französischer Diplomat
- Cambon, Paul (1843–1924), französischer Politiker und Diplomat
- Camboni, Silvio (* 1967), italienischer Comiczeichner
- Cambor, Peter (* 1978), US-amerikanischer SchauspielerPeter Cambor (* 1978)

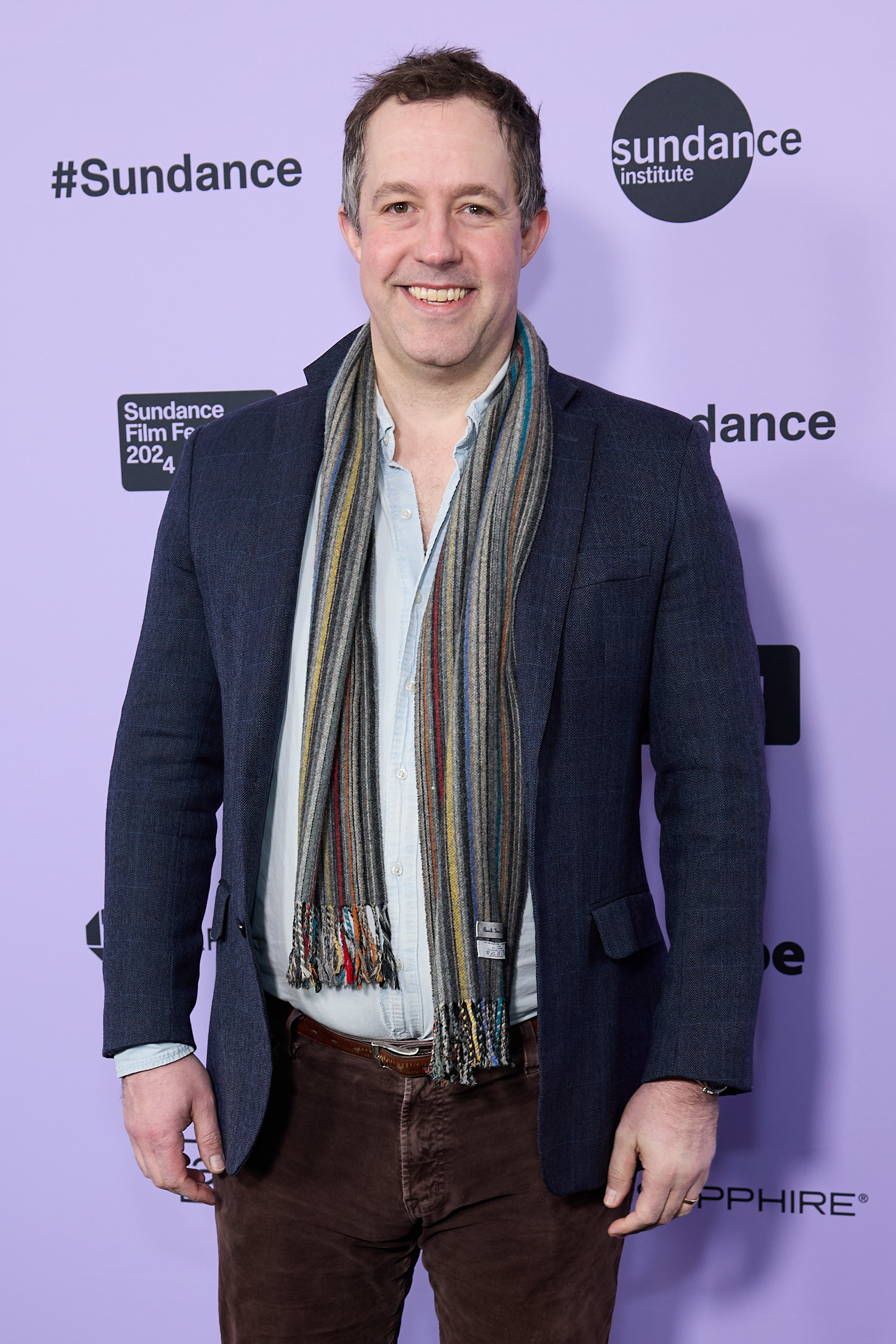
Peter Cambor (* 1978)

- Cambouliu, François Romain (1820–1869), französischer Romanist, Katalanist und Provenzalist
- Camboulives, Aline (* 1973), französische Berg- und Langstreckenläuferin
- Cambours, Léonie (* 2000), französische Siebenkämpferin
- Cambout de Coislin, Pierre du (1636–1706), französischer Geistlicher, Bischof von Orléans und Kardinal der Römischen Kirche

### Cambr
- Cambra, Ignasi (* 1989), katalanischer klassischer Pianist
- Cambré, Emile (* 1948), belgischer Radrennfahrer
- Cambrea, Nicolae (1899–1976), rumänischer General und Politiker
- Cambreleng, Churchill C. (1786–1862), US-amerikanischer Politiker
- Cambreling, Sylvain (* 1948), französischer Dirigent
- Cambridge, Ada (1844–1926), australische Schriftstellerin und Dichterin
- Cambridge, Adolphus, 1. Marquess of Cambridge (1868–1927), Mitglied der britischen Königsfamilie, letzte Herzog von Teck im Königreich Württemberg
- Cambridge, Alexander, 1. Earl of Athlone (1874–1957), Mitglied der britischen KönigsfamilieAlexander Cambridge, 1. Earl of Athlone (1874–1957)

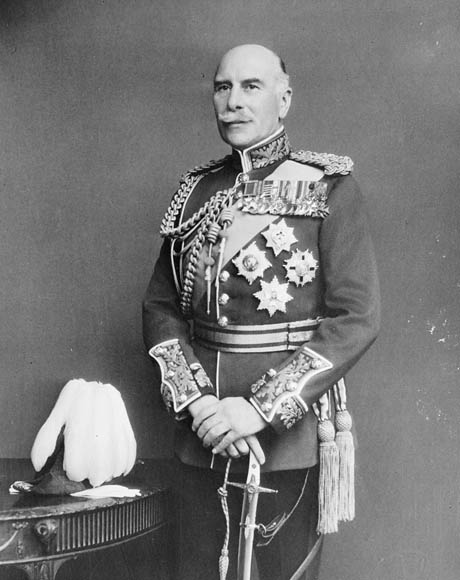
Alexander Cambridge, 1. Earl of Athlone (1874–1957)

- Cambridge, Asuka (* 1993), japanischer Sprinter
- Cambridge, Godfrey (1933–1976), US-amerikanischer Schauspieler
- Cambridge, Margaret, Marchioness of Cambridge (1873–1929), Mitglied der britischen Königsfamilie und letzte Herzogin von Teck im Königreich Württemberg
- Cambridge, Richard Owen (1717–1802), englischer Dichter, Gutsbesitzer und Historiker
- Cambridge, William G. (1931–2004), US-amerikanischer Jurist
- Cambriels, Albert (1816–1891), französischer General
- Cambronero, Daniel (* 1986), costa-ricanischer Fußballspieler
- Cambronne, Luckner (1930–2006), haitianischer Politiker
- Cambronne, Pierre (1770–1842), französischer General in der Zeit des Empire

### Camby
- Camby, Marcus (* 1974), US-amerikanischer Basketballspieler